# Inatchiq
Inatchiq conegut com a Kadir (Qadir) Khan (o Inalčuk Kayir Khan), fou governador d'Otrar per compte del xa de Coràsmia Ala al-Din Muhammad, amb la mare del qual, Terken Khatun, estava emparentat.
Fou nomenat governador d'Otrar al segle xiii. La guerra entre mongols i corasmis era inevitable i la iniciativa del seu començament fou de Coràsmia quan, a la regió d'Otrar, ara a la frontera, es va detenir una caravana mongola en la qual viatjaven suposadament només comerciants musulmans i l'enviat mongol Uquna; els comerciants van ser assassinats per orde d'Inatchiq Qadir Khan que va confiscar les mercaderies, ja que sospitava, potser amb raó, que a la caravana anaven espies. Genguis Khan va demanar reparacions incloent l'entrega del governador, i no li foren donades (1218).
El 1219 els mongols van preparar el seu exèrcit (estiu) a l'alt Irtix. Barthold pensa que l'exèrcit format arribava a una xifra entre 150 mil i 200 mil homes. A la tardor Genguis Khan va atacar per Otrar, mentre altres ho van fer en altres direccions. Kayir Khan va defensar la ciutat amb 50000 homes i encara va rebre reforços dirigits per Kardj Khodzib amb deu mil homes més. La ciutadella havia estat fortificada i les tropes havien rebut molt d'armament. La infanteria i la cavalleria estaven situades prop de les portes per si cal lluitar a la ciutat. Les tropes mongoles també eren molt nombroses i van rodejar la fortalesa. E setge fou llarg; tot i una defensa ferotge la ciutat fou capturada i destruïda i la seva població en gran part massacrada o esclavitzada; moltes de les ciutats de l'oasi ja no es van recuperar i van quedar abandonades. Kayir Khan fou capturat i executat (primavera del 1220). Un dels caps administratius de la ciutat, Badr al-Din Amid, es va unir als mongols abans de la conquesta.